# Frassia
(Frassia (dialetto calabrese))
La Frassia (farsa, dal lat. farsus 'infarcito') è una rappresentazione burlesca popolare in dialetto tipica della Calabria (soprattutto della zona di San Giovanni in Fiore) dove si parla di una persona, un gruppo che durante l'anno, sono stati al centro dell'attenzione; si svolge soprattutto durante il carnevale. Il poeta di frassie è lo scrittore e il cantante è detto il frassiaru.
Parlano anche di temi sociali, e di movimenti contro le oppressioni. A San Giovanni in Fiore, dove la frassia è molto importante, esiste anche la cosiddetta frassia non cantata, cioè una poesia chiamata anche poesia alla paisana.

## Storia della Frassia
La frassia può essere considerata come un esempio tipico di produzione letteraria legata ai ceti popolari.
I Maggiori rappresentanti di questo filone poetico a San Giovanni in Fiore furono Saverio Perri (1891 – 1936) e Pasquale Spina (1915 – 1994), ma si devono anche ricordare:
- Antonio Marasco
- Antonio Talarico
- Domenico Lopez
- Francesco Spadafora
- Natale Spina
- Giovanni Marra

Dall'inizio del ventunesimo secolo invece si sono portati alla ribalta:
- Giovanni Tambate
- Mariolino Oliverio
- Paolo Talarico
- Salvatore Cimino
- Francesco Scarcelli

## Il senso della frassia
La frassia nacque da un umorismo alleviatore delle pietà dell'animo, un umorismo capace di mettere sullo stesso piano, almeno per un attimo, le persone ricche e quelle povere, nella ricerca, dunque, dell'uguaglianza sociale. 
Nel mirino delle frassie cadevano personaggi politici e popolari del luogo, sindaco in testa, ma anche il farmacista, il segretario comunale ed il parroco. La denuncia dei problemi insoluti e il malgoverno della città che la popolazione era costretta a subire. Mariolino Oliverio e Salvatore Cimino frassiari di ultima generazione, riuscirono a portare anche all'estero la teatralità delle frassie. L'aspetto più importante del frassiaro era sapere fotografare ed inquadrare nel miglior modo possibile le peculiarità tipiche del personaggio alla quale la frassia veniva	 dedicata. Dietro al frassiaro si celavano arguti personaggi che non volevano apparire in prima persona, preferendo affidare ad attori le loro strofe taglienti. 
La tradizione della frassia si è notevolmente affievolita, anche se da alcuni anni nel periodo del carnevale, la Pro-loco locale cerca di riproporre questo tipico aspetto locale promuovendo una sorta di festival.

## Saverio Perri
Saverio Perri è considerato il precursore delle frassie. Umoristico, cantava le frassie con acutezza e maliziosità. Il Perri, conosciuto con il soprannome de “il Carpentiere”, divenne popolare grazie alla raffinatezza dell'arte di frassiaro, alla quale associava la grande capacità di cantastorie e stornellatore. Gli viene riconosciuto il coraggio di attaccare i potenti attraverso le sue frassie, con descrizioni minuziose, a far emergere i modi diversi di essere di ogni personaggio. Le frassie del Perri, sono documentabili nel periodo che va dal 1920 al 1930, e raccontano una società no sincera, dicendo in maniera grottesca le vicende più significative che capitano in Sila in quel periodo. Denotano anche lo stato di miseria in cui versava il paese di San Giovanni in Fiore, la ricerca di sviluppo economico che si confrontava con la tristezza della forte emigrazione degli abitanti verso le Americhe. La sua frassia più famosa è considerata “La ferrovia silana”, nella quale si evince la speranza disillusa di un benessere, quale può essere quella della realizzazione di una tratta ferroviaria, più volte proclamato dai politici locali, ma mai realizzato. Il Perri marca molto nelle sue frassie, la critica alla classe politica locale, contestata senza mezzi termini. Organizza la compagnia teatrale “I Faccibrutti”, con la quale verrà impegnato in lunghi tour teatrali in giro nei paesi del circondario e del crotonese.

## Pasquale Spina

Pasquale Spina

Pasquale Spina (San Giovanni in Fiore 1915 – San Giovanni in Fiore 1994), è stato un poeta dialettale della città di San Giovanni in Fiore, considerato il maggior esponente nella recitazione delle “Frassie”.

### Vita
Ultimo di sei fratelli, nato da umili origini, si impone nel panorama culturale locale attraverso la composizione di alcune poesie dialettali. Nonostante il periodo difficile vissuto a cavallo fra le due guerre mondiali, riuscì a trovare adeguato sostentamento. Trascorse gran parte del suo tempo sotto le armi, in particolare in Libia. Ammalatosi, ritorna in Italia, rafforzando il suo antifascismo, comincia a dedicare gran parte del suo tempo alla letteratura, leggendo molti autori italiani e stringendo amicizia con Carlo Levi. Alcune delle sue poesie sono state tradotte in francese e pubblicate nel libro Calabre (Arthaud, 1957) di Maria  Brandon Albini(scrittrice italiana naturalizzata francese). Coltivò la sua passione nella poesia, concentrandosi nella realizzazione delle frassie. Nel linguaggio usato da Spina si può cogliere il disagio delle classi sociali più deboli, e l'aspirazione verso un mondo migliore. Le sue poesie e le sue farse vengono raccontate attraverso l'uso di personaggi, come strumento più approfondito e più vicino alla realtà sociale che egli ha voluto raccontare. Divenne, nell'immediato dopoguerra, consigliere comunale con il Partito Comunista. 

### Opere
Pasquale spina in oltre mezzo secolo, ha scritto innumerevoli “frassie” riportate su testate locali e regionali, e riprese in seguito in alcuni libri sullo studio del dialetto calabrese. Ha pubblicato un solo libro, Ricuardi, che raccoglie parte del suo lavoro. Dalle sue opere si sono ispirate molte opere in vernacolo che vengono rappresentate presso il teatro della cittadina silana. Conosciute sono le “Atellane”, commedie in latino costituite da elementi cominci, mimici e drammatici, accompagnate da maschere.